# Pośrednia Kościeliska Brama

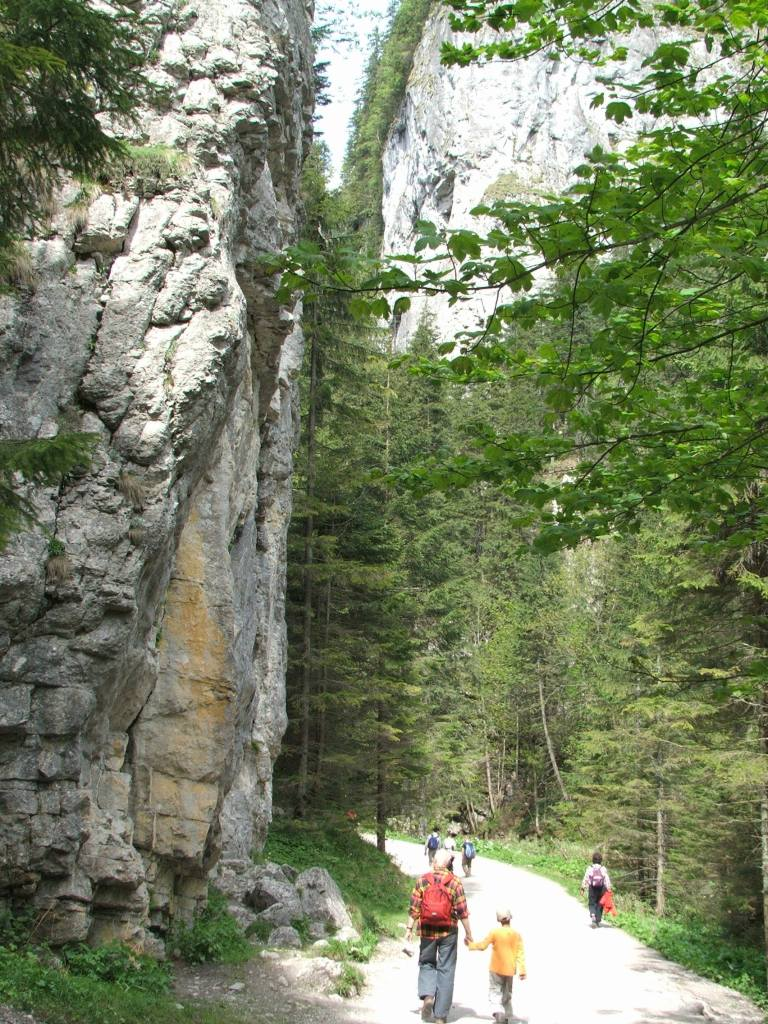
Pośrednia Kościeliska Brama

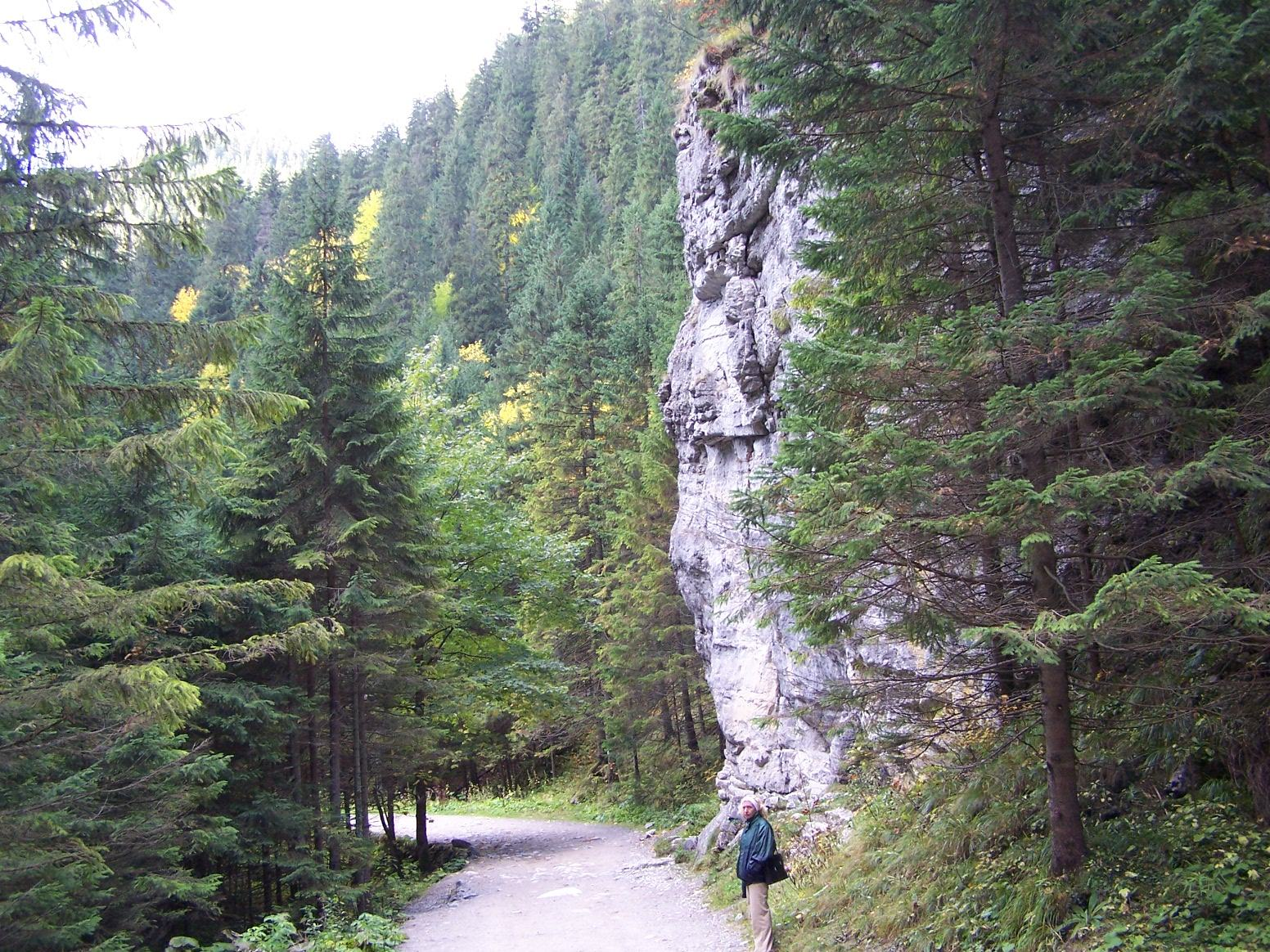
Pośrednia Kościeliska Brama

Pośrednia Kościeliska Brama, zwana też Bramą Kraszewskiego – wąwóz skalny w Dolinie Kościeliskiej w Tatrach Zachodnich o długości ok. 0,5 km. Znajduje się w odległości 2,5 km od przysiółka Kiry (35 min pieszo), powyżej polany Stare Kościeliska. Jego zbudowane z jasnych wapieni, niemal pionowe ściany osiągają wysokość do 100 m. Po wschodniej stronie znajduje się w nich turnia Okręt. Porośnięte są świerkowym lasem górnoreglowym, w dużej części pierwotnym, nienaruszonym przez człowieka. Rosnące na skałach drzewa przyjmują osobliwe nieraz formy (tzw. las urwiskowy). Dnem wąwozu płynie Kościeliski Potok, obok niego prowadzi droga jezdna i trasa turystyczna. Po lewej stronie (dla idących w górę doliny) odchodzi czarny szlak turystyczny do Jaskini Mroźnej, a 50 m wyżej na prawo niebieski szlak na Stoły i Halę na Stołach.
Wąwóz i skalne wrota nazwano na cześć pisarza Józefa Ignacego Kraszewskiego, który w 1866 r. zwiedzał Dolinę Kościeliską, zachwycając się jej pięknem. W skale nad potokiem Towarzystwo Tatrzańskie umieściło w 1877 r. wykonaną z czarnego marmuru tablicę, upamiętniającą 50-lecie jego twórczości. Później uznano za niewłaściwe nadawanie w Tatrach nazw pochodzących od nazwisk i zmieniono nazwę tego miejsca na Pośrednią Kościeliską Bramę. Jest to jedna z trzech Bram Kościeliskich, pozostałe to Niżnia (Brama Kantaka) i Wyżnia Kościeliska Brama (Brama Raptawicka).
Dawniej miejsce to nazywano Między Krzesanice. Jest tutaj też zawieszona na skale figurka św. Katarzyny – wotum dziękczynne za uratowanie życia leśniczemu, który spadł z wierzchołku tej skały podczas usuwania drzewa.
Niegdyś istniała tu na Kościeliskim Potoku zapora spiętrzająca wodę. Wodę z niej doprowadzano do koła wodnego, napędzającego urządzenia huty i zakładu metalurgicznego w Starych Kościeliskach. Śladem po tym jest istniejący do tej pory wzdłuż zachodniej strony polany nasyp – była to tzw. młynówka, którą płynęła woda napędzająca koło wodne.

## Szlaki turystyczne
– zielony szlak z Kir dnem Doliny Kościeliskiej do schroniska na Hali Ornak.
- Czas przejścia z Kir do Bramy Kraszewskiego: 35 min w obie strony
- Czas przejścia od Bramy Kraszewskiego do schroniska: 1:05 h, ↓ 1 h

 – tuż poniżej Bramy Kraszewskiego od szlaku zielonego odchodzi niebieski szlak na Polanę na Stołach. Czas przejścia: 1:10 h, ↓ 55 min
 – poniżej Bramy Kraszewskiego odchodzi też jednokierunkowy szlak czarny, przechodzący przez oświetloną Jaskinię Mroźną (wstęp płatny) i schodzący do Doliny Kościeliskiej. Czas przejścia: 1:10 h